# Fáni-völgyi 9. sz. üreg
A Fáni-völgyi 9. sz. üreg a Duna–Ipoly Nemzeti Parkban található Vértes hegységben, Száron lévő egyik barlang.

## Leírás
Szár külterületén, a Vértesi Natúrpark fokozottan védett területén, erdőben helyezkedik el a barlang. A Fáni-völgy É-i oldalában, a völgy K-i végét lezáró sorompótól a műúton Ny-ra, kb. 350 m-t haladva, közvetlenül a Fáni-völgyi 8. sz. üreg alatt, 255 m tszf. magasságban, az úttól kb. 25 m relatív magasságban van a Fáni-völgyi 9. sz. üreg bejárata. Ny felé tekintő bejárata nehezen vehető észre, lombos időszakban nagyon be van nőve.
Triász dolomitban, kifagyásos kőzetaprózódás és korrózió miatt jött létre a barlang. A 3,5 m széles, 2,5 m magas, íves barlangbejárat egy tág kőfülkébe vezet. Az íves alakú bejárat után az üreg szelvénye megőrzi az alagút típust. Falai nagyon breccsásak, helyenként rózsaszín elszíneződést mutatnak. Némi borsókő is megfigyelhető benne, falait pedig néhány helyen alga fedi. Alját kőzettörmelék és jelentős mennyiségű avar borítja. A bivakolásra kitűnően alkalmas barlangban muflonürülék is előfordul. A nehezen járható (meredek) terepen megközelíthető, könnyen, utcai ruhában járható barlang megtekintéséhez nem szükséges engedély.
1979-ben volt először Fáni-völgyi 9. sz. üregnek nevezve a barlang az irodalmában. Előfordul a barlang az irodalmában 9. sz. üreg (Alba Regia Barlangkutató Csoport 1979), Fáni-völgyi 9.sz. barlang (Egri 2003), Fáni-völgyi 9.sz. üreg (Bertalan 1976), Fáni-völgyi-barlang (Alba Regia Barlangkutató Csoport 1979) és Fáni-völgyi barlang (Bertalan 1976) neveken is.

## Kutatástörténet
Az 1962-ben kiadott, A barlangok világa című könyv szerint a Vértes hegységben lévő Fáni-völgyben, a pataktól 10–12 m-rel magasabban kis barlangok vannak.
A Ferencvárosi Természetbarátok Sportköre Barlangkutató Csoportjának váltott tagokból álló egyik csoportja, melyet Horváth János vezetett, 1968-ban folytatta a Vértes hegység bejárását és a hegységben lévő barlangok háromsíkú felmérését. Ez a csoport a Fáni-völgyben felmért kilenc, részben korábban ismert (I–IX. jelzésű) sziklaüreget. A felmérés felhasználásával a csoport elkészítette ebben az évben a Fáni-völgyi 9.sz. üreg (F-9) alaprajz térképét, hosszmetszet térképét és keresztmetszet térképét. A térképek 1:100 méretarányban ábrázolják a barlangot. Az alaprajz térkép használatához a térképlapon jelölve van az É-i irány. Az alaprajz térképen és a hosszmetszet térképen látható a keresztmetszet elhelyezkedése a barlangban. A térképlapra rákerült egy helyszínrajz is, amelyen megfigyelhető a barlang földrajzi elhelyezkedése. (Az alaprajz térképen rajta van a Fáni-völgyi 7. sz. üreg és a Fáni-völgyi 8. sz. üreg alaprajz térképe is, illetve a hosszmetszet térképen az utóbbinak egy metszettérképe is.)
Az FTSK Barlangkutató Csoport 1969. évi jelentése szerint Horváth János az 1968. tavaszi-őszi barlangfelmérések felhasználásával 1969-ben elkészítette a Fáni-völgy (Vértes hegység) 9 üregének térképét. A térképeken 1:100 méretarányban vannak bemutatva a barlangok.
Az 1976-ban befejezett, Magyarország barlangleltára című kéziratban az olvasható, hogy a Vértes hegységben, Száron helyezkedik el a Fáni-völgyi 9.sz. üreg (Fáni-völgyi barlang). Vérteskozma templomától KÉK-re, 2,5 km-re, a Fáni-völgyi 8. sziklaeresz és a Fáni-völgyi 8/a sziklaeresz előtt lévő sziklapad Ny-i letörése alatt van a Fáni-völgyi 9. sz. üreg bejárata. A tektonikus, korróziós eredetű, kőzetaprózódással kialakult üreg 5 m hosszú, 3 m széles és 2,5 m magas. A kézirat barlangot ismertető része 2 irodalmi mű alapján lett írva.
Az Alba Regia Barlangkutató Csoport által 1979-ben készített kézirat szerint a Fáni-völgyi 9. sz. üreg (Fáni-völgyi-barlang, 9. sz. üreg) az OKTH barlangleltárában, amelyben a Vértes hegység barlangjai között a 18. számú barlang, a fenti névvel van ismertetve. A rendkívül zavaros és vázlatos leírás alapján nem lehet topográfiailag azonosítani az üreget. Valójában a Fáni-völgyi 9. sz. üreg nem létezik, illetve azonos a Fáni-völgyi 6. sz. üreggel.
Indoklás: 1. A csoport kétszer kereste fel a helyszínt, de alapos átvizsgálás után sem találták meg a barlangot. 2. A Fáni-völgyi 6. sz. üreg DK-i irányból haladva tényleg (a barlangleltárban leírtak szerint) a Fáni-völgyi 8. sziklaeresz és a Fáni-völgyi 8/a sziklaeresz előtt, azokhoz közel található. 3. A Fáni-völgyi-barlang név Kocsis Antaltól származik, akinek leírásában az a 26. számú barlang, amely viszont biztosan azonosítható a Fáni-völgyi 6. sz. üreggel. 4. A Fáni-völgyi 9. sz. üregként leírt barlang méretei alig térnek el a Fáni-völgyi 6. sz. üregétől. 5. A barlangleltárban, a Fáni-völgyi 6. sz. üreg céduláján nincs hivatkozva sem a barlang másik nevére, sem Kocsis Antalra. Így Kocsis Antal szerzőként csak 7 db üregnél van említve, pedig 8 db (a csoport által is azonosított) üreget írt le. A hiányzó 1 leírás éppen az általa 26-os számmal jelölt Fáni-völgyi-barlang leírása. A tényeket összevetve a Fáni-völgyi 9. sz. üreg nem létezik, mert azonos a Fáni-völgyi 6. sz. üreggel.

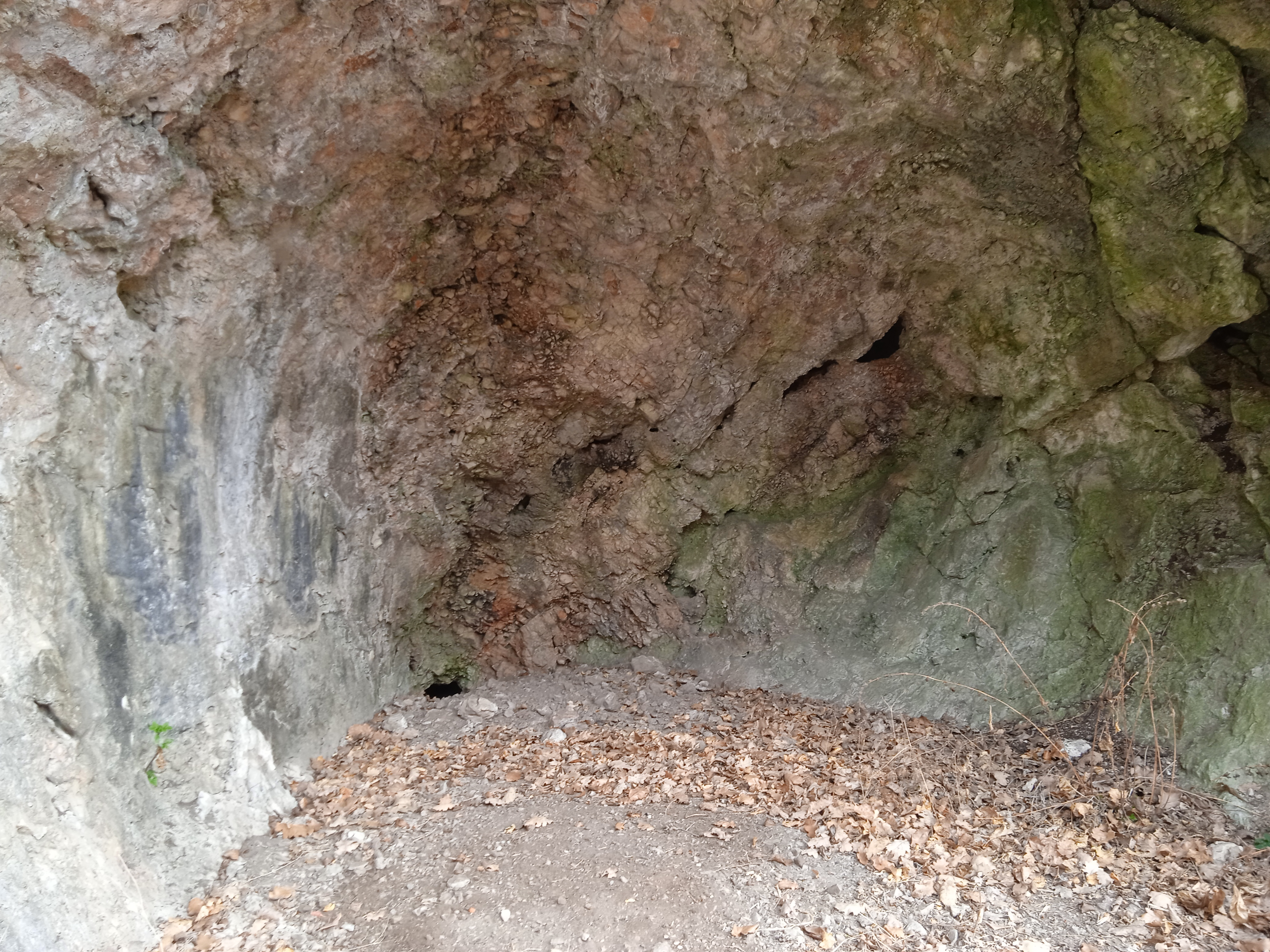
A Fáni-völgyi 9. sz. üreg belseje

Az FTSK Barlangkutató Szakosztály 1980. évi jelentésében az van írva, hogy a Fáni-völgyben (Vértes hegység) található Fáni-völgyi 9. sz. üreg (F-9) a Fáni-völgyi 7. sz. üreget, a Fáni-völgyi 8. sziklaereszt és a Fáni-völgyi 8/a sziklaereszt magába foglaló sziklatömb negyedik, legnagyobb ürege. A fülkesor (üregsor) aljzatát alkotó, előttük méter széles sziklapadnak az út felőli, Ny-i letörése alatt 5,5 m-re, a szikla alatti törmeléklejtőről nyílik a barlang ovális, 3×2,5 m-es bejárata. A barlang iránya megegyezik az üregsoréval, az út felőli sziklaeresz alá nyúlik. Boltozata annak járószintje alatt kb. 2,5 m-re fekszik. Befoglaló kőzete, formája hasonló a Fáni-völgyi 1. sz. üregéhez és a Fáni-völgyi 6. sz. üregéhez.

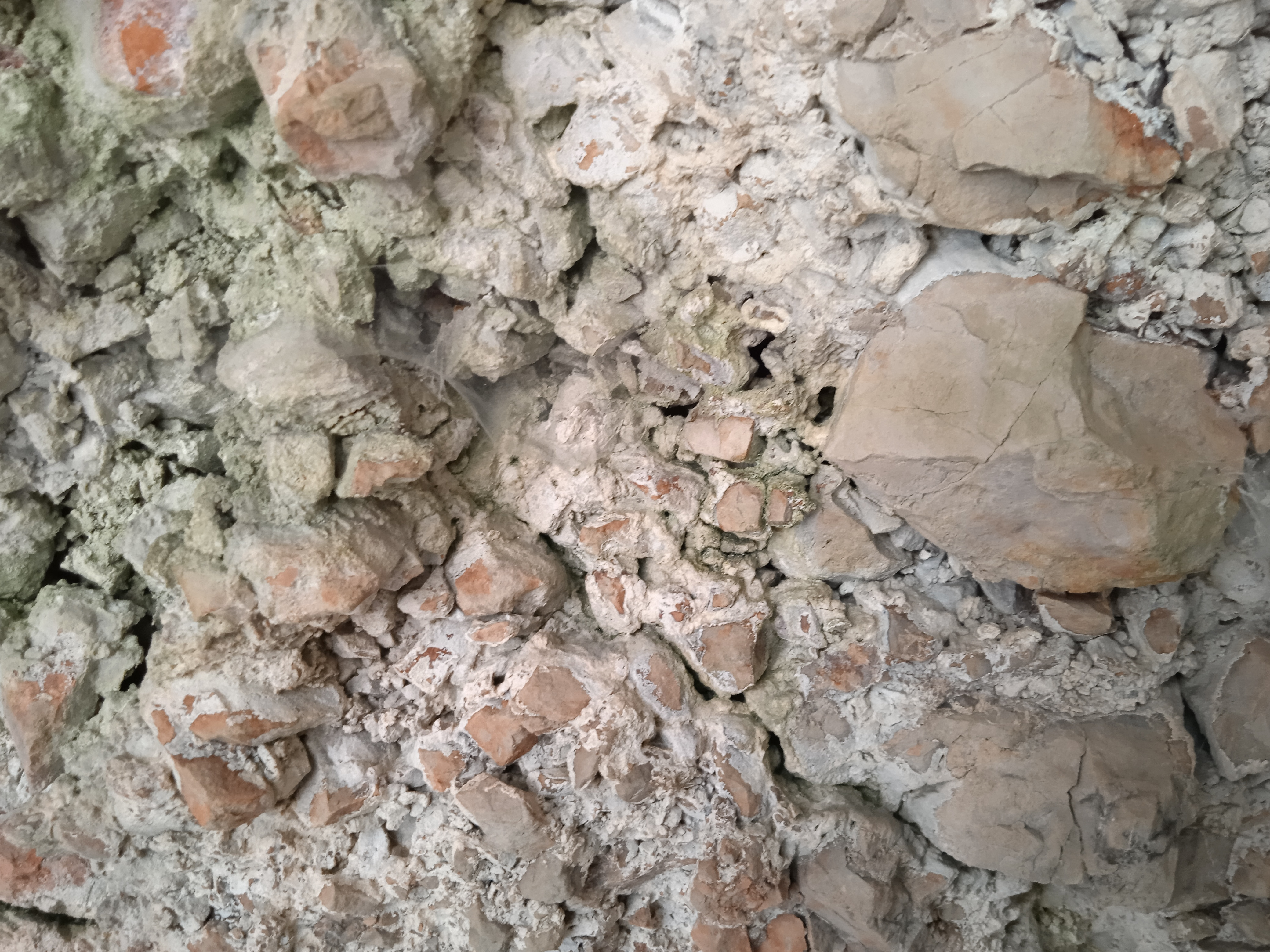
A Fáni-völgyi 9. sz. üreg breccsás falának egyik része

A Fáni-völgyi 9. sz. üreg 5 m hosszú, 3 m széles, 2,5 m magas, 14 m² alapterületű és 22 m³ térfogatú. Az FTSK barlangkutató csoportja 1968. március 31-én mérte fel a Fáni-völgy többi üregével együtt. A Magyar Karszt- és Barlangkutató Társulat térképtárának (dokumentációs szakosztályának) leadott térképlap a fülkesorral együtt, és külön (9. számú üregként) is bemutatja. A barlang a Kocsis Antal által írt kiadványban (1975) nincs említve, a Vértes hegység 1978-ban készült barlangkataszterében pedig tagadva van létezése, illetve az van írva, hogy a Fáni-völgyi 9. sz. üreg azonos a Fáni-völgyi 6. sz. üreggel. A csoportjelentésbe bekerültek a Fáni-völgyi 9. sz. üreg 1968-ban készített térképei. Az 1980. évi MKBT Beszámolóban publikálva lett az 1980. évi csoportjelentés Fáni-völgyi 9. sz. üregről szóló része és a barlang 1968-ban készült térképei.

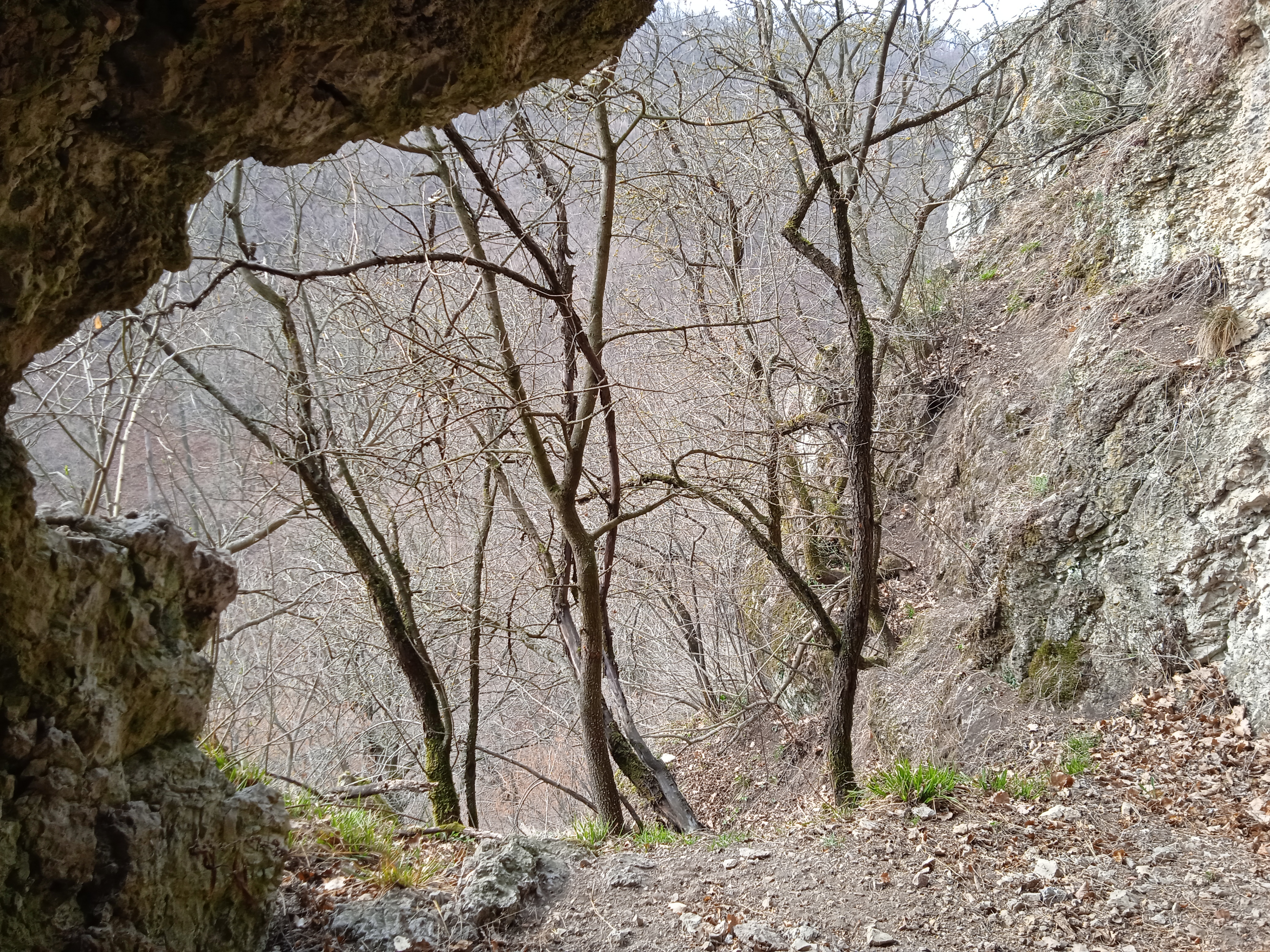
A Fáni-völgyi 9. sz. üreg bejárata előtti környezet

Az 1984-ben kiadott, Magyarország barlangjai című könyv országos barlanglistájában szerepel a Vértes hegység barlangjai között a barlang Fáni-völgyi 9. sz. üreg (Fáni-völgyi-barlang) néven. A listához kapcsolódóan látható a Dunazug-hegység barlangjainak földrajzi elhelyezkedését bemutató 1:500 000-es méretarányú térképen a barlang földrajzi elhelyezkedése.
A Béni Kornél és Viszló Levente által írt, 1996-ban napvilágot látott könyvben szó van arról, hogy 10 barlang van a Fáni-völgyben. A völgyben megfigyelhető sok barlang miatt a völgy a Kőlik-völgyhöz hasonló. Ugyanolyan dolomitbreccsa a felépítő kőzet is. A Fáni-völgyben lévő barlangok kialakulásának esetében is a fagyaprózódásos kimállás játszotta a főszerepet. A völgy üregeire jellemző a borsókő előfordulása és gyakran pirosas elszíneződésű falak vannak bennük. Ennek oka ismeretlen. Az üregek lényegében három helyen koncentrálódnak, de ezek közül kettő egymással szemben, a völgy É-i és D-i oldalán fekszik. A völgy mindegyik barlangja a kisebb méretű barlangok közé tartozik.
Az Alba Regia Barlangkutató Csoport 1997. évi évkönyvében, a Vértes hegységben lévő 4522-es (Körtvélyes) barlangkataszteri terület Fáni-völgy részterületének kiegészítéséről szóló ismertetésben az olvasható, hogy a csoport 1979 telén, nehéz körülmények között, gyorsan készítette el a Vértes hegység barlangjainak terepi azonosítását, ezért kerülte el figyelmüket a Fáni-völgy 9.sz. barlang (F-9 jelű barlang), melyet kétszer keresve sem találtak meg a csoport tagjai. A leadott kataszteri pályaműben ezután a tagok megkérdőjelezték a barlang létezését. A hiányosságot a pályázat bíráló bizottsága is említette, majd később irodalmi adatot is talált a csoport a barlang létezésére (1980. évi MKBT Beszámoló).
Az 1980. évi MKBT Beszámolóban publikált, Vidics Zoltánné által készített, Az FTSK Barlangkutató Szakosztály 1980. évi jelentése című dolgozatban Horváth János írta le a 100. oldalon a barlangot (térképe pedig a 107. oldalon figyelhető meg). A dolgozat szerint a Fáni-völgyi 9. sz. üreget az FTSK 1968. március 31-én mérte fel a többi üreggel közösen. A térképtárnak és a dokumentációnak leadott térképen a Fáni-völgyi 7. sz. üreggel, a Fáni-völgyi 8. sz. üreggel (a fülkesorral) együtt, és külön is 9. számú üregként van jelölve. Kocsis Antal (1975) nem említette, a Vértes hegység 1978-ban készült barlangkataszterében pedig tagadva van létezése, illetve az van írva, hogy a Fáni-völgyi 9. sz. üreg azonos a Fáni-völgyi 6. sz. üreggel. A Fáni-völgyi 9. sz. üreg 5 m hosszú, 3 m széles és 2,5 m magas.
Tizenöt év elteltével, térképjegyzék készítéséhez kapcsolódóan, 1995. február 22-én írt levélben Horváth János megint említette a csoportnak a csoport által nem talált, de létező Fáni-völgyi 9. sz. üreget. 1997. október 12-én Szolga Ferenc és Harmath Zoltán megint felkeresték a helyszínt, ahol a barlangot rejtő sziklafalat most alulról közelítették meg. A részletes terepleírás alapján, gyorsan megtalálták a barlangot. A barlang tehát megvan, és olyan, amilyennek Horváth János leírta és lerajzolta. Az üreg és környéke, illetve a felette lévő Fáni-völgyi 7. sz. üreg, a Fáni-völgyi 8. sziklaeresz és a Fáni-völgyi 8/a sziklaeresz nagyon lehangoló állapotban van. A területre telepített muflonok napjainkra mindent eltüntettek. A sziklák kopárra vannak taposva, a növények pedig földig rágva. A barlangok megásásra váró kitöltését mindenhol ürülék, szőrpamacsok, csontok, valamint oszló állati tetemek borítják.
A barlang 2003. május 1-jén, BTI kataszteri felvétel alapján készült nyilvántartólapja szerint a 4522-29 barlangkataszteri számú Fáni-völgyi 9. sz. üreg (Fáni-völgyi 9.sz. barlang) a Vértes hegységben lévő Száron (Fejér megye) található. Az üreg bejáratának koordinátái (Trimble Geoexplorer 3): X: 606279, Y: 235303, Z: 255. Hegyoldalon lévő sziklakibúvásban, erdőben van a barlang 3,5 m széles, 2,6 m magas, természetes jellegű, íves alakú és vízszintes tengelyirányú bejárata. A részletesen felmért barlang 5 m hosszú, 2,5 m függőleges kiterjedésű, 2,5 m magas, 0 m mély és 5 m vízszintes kiterjedésű. Triász dolomitban húzódik az üreg. A barlang kialakulását előkészítette a tektonika. Az üreg kifagyásos kőzetaprózódás és korrózió miatt jött létre.
A sziklaodú térformájú barlang vízszintes, és jellemző szelvénytípusa az alagút. Breccsazóna és borsókő figyelhető meg az üregben. Szervetlen, helyben keletkezett törmelékkitöltése kőzettörmelékből áll. Avar, alga fordul elő benne. Növényevő nagyemlős látogatja az üreget. Barlangleltári szám: 18. Tematikus feldolgozás: térkép, fénykép, kataszter, leírás. A gyakorlatilag érintetlen barlang ásványkiválásai gyakorlatilag érintetlenek, aljzata pedig taposott. A nehezen járható (meredek) terepen megközelíthető, könnyen járható barlang megtekintéséhez nem szükséges engedély. Illetékes természetvédelmi hatóság: Duna–Ipoly Nemzeti Park Igazgatóság. A barlang felszínének védettsége: Vértesi Tájvédelmi Körzet (19/1976. OTvH határozat). A látványos kőfülke állapota az 1979-es leíráshoz képest nem változott, és amíg a turisták tömegesen nem fedezik fel a kitűnő adottságokkal rendelkező üreget tűzrakás miatt, addig a barlang állapota a jövőben is változatlan maradhat.

## További irodalom
- Horváth János: Szpeleográfiai terepjelentések az 1966., 1970. és 1974. évekből. Kéziratok. (A kéziratok megtalálhatók a Magyar Karszt- és Barlangkutató Társulat Dokumentációs Szakosztályánál.)